# Dasorgyia pumila
Dasorgyia pumila är en fjärilsart som beskrevs av Otto Staudinger 1881. Dasorgyia pumila ingår i släktet Dasorgyia och familjen tofsspinnare. Inga underarter finns listade i Catalogue of Life.